# Diodia virginiana

Diodia virginiana — вид рослини з роду маренових, загальна назва Віргінії. Це багаторічна рослина з протилежними листками, часто плямистими через вірус, який вражає листя. Квітки білі, хрестоподібні з 4 пелюстками. Плоди зелені, часто плавають на воді. Цей вид може стати неприємним бур'яном, який важко знищити через корені, які важко вирвати.
Diodia virginiana росте на Кубі, в Нікарагуа, Мексиці, Коннектикуті, а також південно-центральних і південно-східних Сполучених Штатах. Вона відома у кожній країні на узбережжі Перської затоки та Атлантичного океану від Техасу до Нью-Джерсі, а також у штатах Огайо, Теннессі та на півдні Великих рівнин. Вид також натуралізований в Японії, Тайвані та Північній Каліфорнії.